# 12. domobranski pehotni polk (Avstro-Ogrska)
Za druge 12. polke glejte 12. polk.
12. domobranski pehotni polk je bil pehotni polk avstro-ogrskega Domobranstva.

## Zgodovina
Polk je bil ustanovljen leta 1889. 

### Prva svetovna vojna
Polkovna narodnostna sestava leta 1914 je bila sledeča: 87% Čehov in 13% drugih.
Naborni okraj polka je bil v Čáslavu in Mladi Boleslavi, pri čemer so bile polkovne enote garnizirane v Čáslavu.

## Poveljniki polka
- 1898: Anton Kapin[2]
- 1914: Oskar Esch[1]